# Montegonzi
Montegonzi è una frazione del comune di Cavriglia, provincia di Arezzo.

## Storia
Montegonzi il cui toponimo ha origini longobarde, fu feudo dei Conti Guidi come confermano i diplomi imperiali di Arrigo VI del 1191 e Federico II del 1248; il borgo cinto di mura nel corso del Duecento si sviluppa attorno al castello.
Nel 1314 divenne proprietà della famiglia Ricasoli mentre l'anno successivo fu possesso della Repubblica Fiorentina amministrandosi come libero comune. Nel 1375 ritornò in possesso dei Ricasoli senza però acquisire diritti feudali dagli abitanti.
Nella metà del Cinquecento entrò a far parte della Lega d'Avane per poi diventarne capoluogo. Il Podestà nominato da Firenze risiedeva in un palazzo tuttora esistente. Nel 1478, durante le guerre tra Siena, alleata col Re di Napoli e col papa Sisto IV e Firenze, Montegonzi rappresentò uno dei baluardi più muniti della Repubblica Fiorentina. Proprietario della rocca era Pier Giovanni Ricasoli, nominato più volte commissario della Repubblica nelle guerre contro Siena e Pisa.
Dal 1774, con la riforma amministrativa voluta dal Granduca Leopoldo I, il territorio della Lega d'Avane venne aggregata alla comunità di San Giovanni Valdarno.
Nel 1808, con la riforma napoleonica, fu costituito il Comune di Cavriglia cui venne assegnato pressoché tutto il territorio della Lega d'Avane. Nonostante ciò per i primi anni la sede del comune rimase Montegonzi e il primo sindaco che fu nominato fu il montegonzese GiovanBattista Ricci.
Agli inizi del Novecento il paese era conosciuto per le fornaci che fabbricavano stoviglie in cotto.
Montegonzi ha subito nel Novecento un lento spopolamento verso i comuni del Valdarno e attualmente è una frequentata località estiva.

## Monumenti e luoghi d'interesse
Il cassero fu edificato prima del 1000, come risulta da una pergamena conservata nell'Archivio di Stato di Firenze. Fra le carte della Badia di Coltibuono c'è un atto di vendita di un appezzamento di terreno situato presso Monterotondo, (località che si trova lungo la statale 408 di Montevarchi, poco dopo il confine fra le province di Siena e Arezzo), tra la pieve di S. Pietro a Venano presso Gaiole in Chianti e la Badia di Coltibuono. L'atto fu stipulato da un notaio, in Montegonzi, nell'anno 1063 così che è da ritenere che la rocca (o almeno parte di essa), sia stata edificata, come luogo di vedetta, qualche secolo prima dai longobardi che occuparono la zona.
In origine Montegonzi doveva avere una struttura molto simile a quella di Monteriggioni, con mura di cinta e cassero, che dovevano servire da ultimo baluardo. Nelle mura di cinta si aprivano, in corrispondenza delle principali vie d'accesso al paese, le porte, in numero e dimensioni proporzionate all'estensione della superficie e della consistenza della popolazione. Le porte di accesso, di modeste dimensioni, dovevano verosimilmente aprirsi su ponti difesi da torrioni scavalcanti il fossato che correva intorno alla cinta. L'aspetto dei dintorni del "castello" non ha nel tempo subito forti mutamenti perché nel paesaggio agrario si è perpetuata l'impronta rurale che le è stata propria fin dalle origini, mai cancellata del tutto dalle nuove realtà che si sono su di esso stratificate.
La rocca di Montegonzi è posta fra il torrente Rimaggio, che gli passa a levante, e il borro di Montegonzi, che scende al suo ponente sulla cima di un colle a 432 metri di altitudine, nelle pendici dei Monti del Chianti.
Si erge ancora, dopo oltre dieci secoli della costruzione, la potente struttura del cassero. La fortificazione si presenta nella sua forma antica, salvo il tetto, le finestre e le porte ricavate nella muraglia esterna. Alla fine del secolo scorso, il castello passò dai Ricasoli-Quaratesi ai Viligiardi, che abitavano allora nel "mercatale" e precisamente nell'edificio sul cui portale d'ingresso è ben visibile il loro stemma di famiglia. l nuovi proprietari trasformarono il "cassero" in civile abitazione. Nel corso dei lavori i muri aggiunti ridussero l'ampia corte, che era all'interno della muraglia e che aveva visto per secoli l'andirivieni di servi, soldati e "signori", all'attuale piccola piazzetta. Tutta la costruzione fu coperta con un tetto in cotto dalla larga gronda retta da mensoloni in legno. Nelle mura di cinta e nelle torri vennero aperte porte e finestre di diversa forma e dimensione. Le due torri furono sbassate perché pericolanti sulla cima. La zona delle carbonaie sotto al "cassero", verso nord, venne sistemata a terrazzamenti. Nell'archivio della prioria di Montegonzi esiste un biglietto manoscritto che dice così: "L'antico Cassero in Montegonzi edificato dai Conti Guidi posseduto dai Ricasoli, Quaratesi e Viligiardi fu a cura dei fratelli Cav. Eugenio e Dott. Oreste fu Francesco totalmente restaurato e ridotto ad uso di villa, nel triennio 1896-97-98".
Sotto la parete nord della rocca, le antiche carbonaie furono trasformate in due balze dove furono piantati i cipressi ancor oggi esistenti, sebbene diminuiti di numero, per la malattia. Negli anni venti di questo secolo, nell'ala sinistra della costruzione vennero aggiunte alcune stanze; la grande antica cisterna esistente all'interno delle mura è stata trasformata in cantina, da qualche decennio, nel Cassero non funziona più il frantoio per la molitura delle olive e la cantina con la pressa per l'uva.

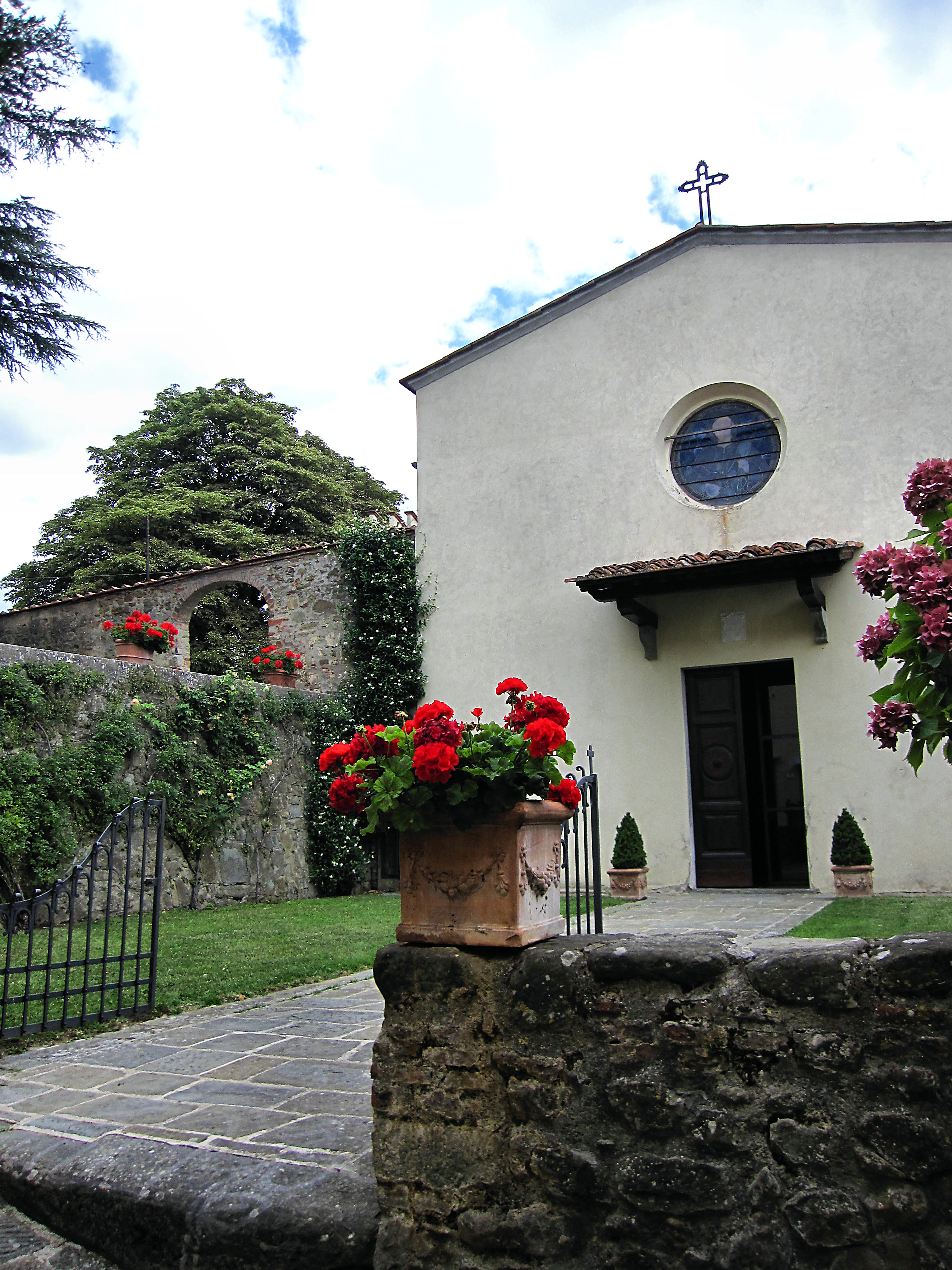
la chiesa di S. Pietro

Il castello sebbene sia stato trasformato in residenza privata e abbia perso l'architettura originaria come le classiche merlature, mantiene un aspetto imponente ed austero. Prima del restauro la rocca non era abitabile, essendo priva di finestre e di tetto; le uniche aperture erano le feritoie, tipiche delle fortezze. Sempre in linea con il gusto del tempo, furono dipinti i soffitti del cassero.
L'antico cassero affiancato da un centenario e bellissimo esemplare di Cedro del Libano di oltre cento anni e si può considerare l'immagine cartolina di Montegonzi.
La chiesa di San Pietro, originaria del XIII secolo, è stata notevolmente rimaneggiata nell'Ottocento così come la torre campanaria che ha sostituito l'originale campanile a vela; autentica invece la campana maggiore del 1322. Al suo interno di particolare interesse si trova una lampada votiva d'argento del 1571, dono della popolazione per celebrare la vittoria dei cristiani nella battaglia di Lepanto.
Camminando nelle strette e caratteristiche vie lastricate all'interno del borgo si incontra il palazzo dove risiedeva l'Ufficiale a capo della Lega d'Avane; nella porta d'ingresso, contornata da un arco in pietra, è ben visibile lo stemma della Lega d'Avane. Delle tre porte d'accesso al borgo rimane superstite la cosiddetta "Porticciola" date le sue modeste dimensioni.
Il piccolo borgo di Fontebussi, poco distante da Montegonzi era un nucleo storico interessante, completamente ristrutturato e trasformato in un agriturismo è visitabile a fini turistici.
Addentrandosi per i Monti del Chianti si trova la località di Sereto. Il termine sembra significhi "località sul dorsale" (trovandosi tra Valdarno e Chianti). Abitato fin dalla Preistoria, sembra che vi fossero degli insediamenti Longobardi. Oggi è visitabile una piccola chiesa romanica. Dal 1971 è frequentata dagli scout che hanno ristrutturato la vecchia canonica annessa alla chiesetta.

## Manifestazioni
La mattina del Corpus Domini gli abitanti si svegliano presto per addobbare, con petali di fiori, le vie del borgo rendendo suggestiva la solenne processione.
Il quarto fine settimana di luglio si svolge la tradizionale Festa del Perdono.

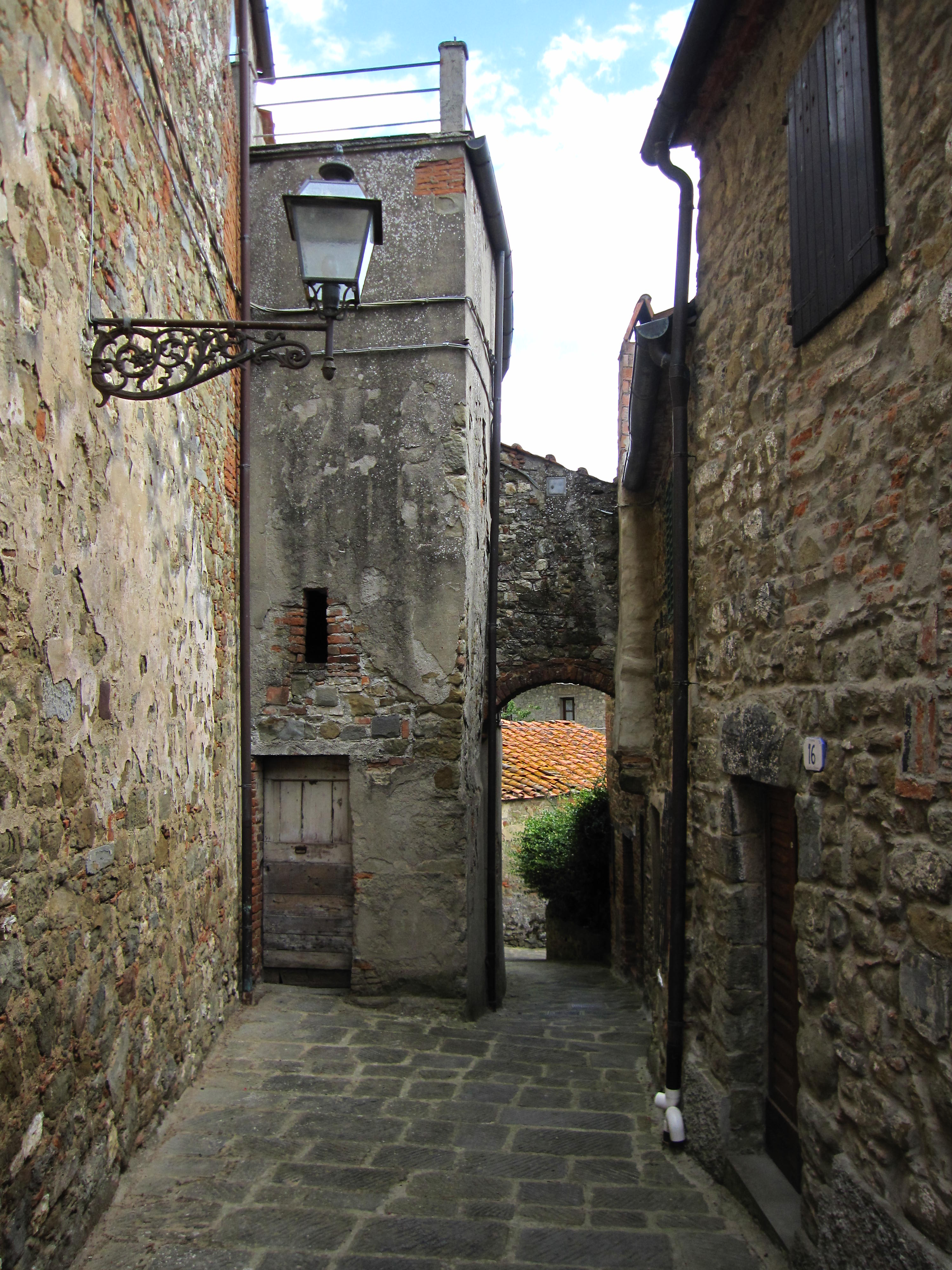
Caratteristica strada all'interno del borgo
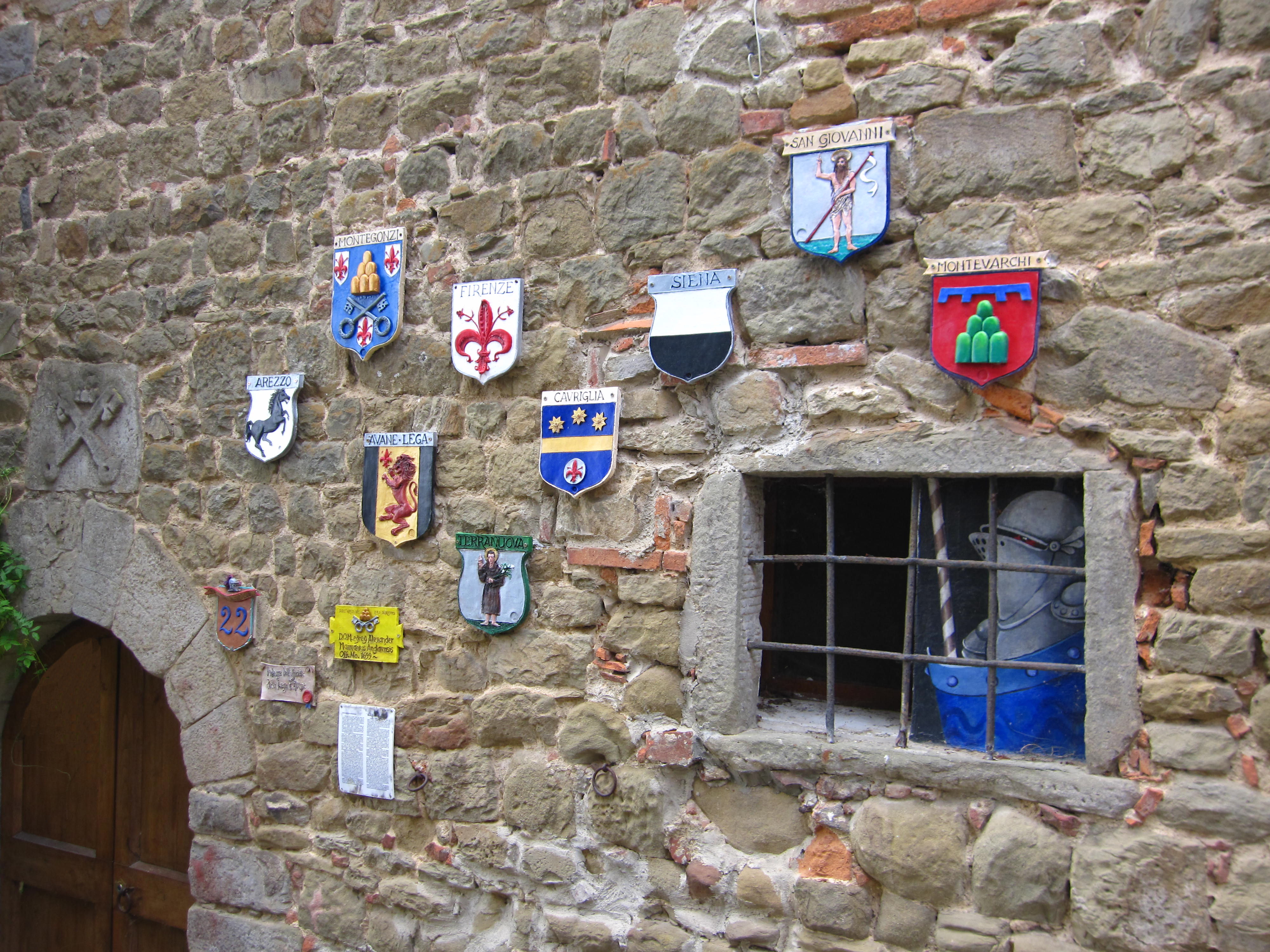
L'antica sede della Lega d'Avane
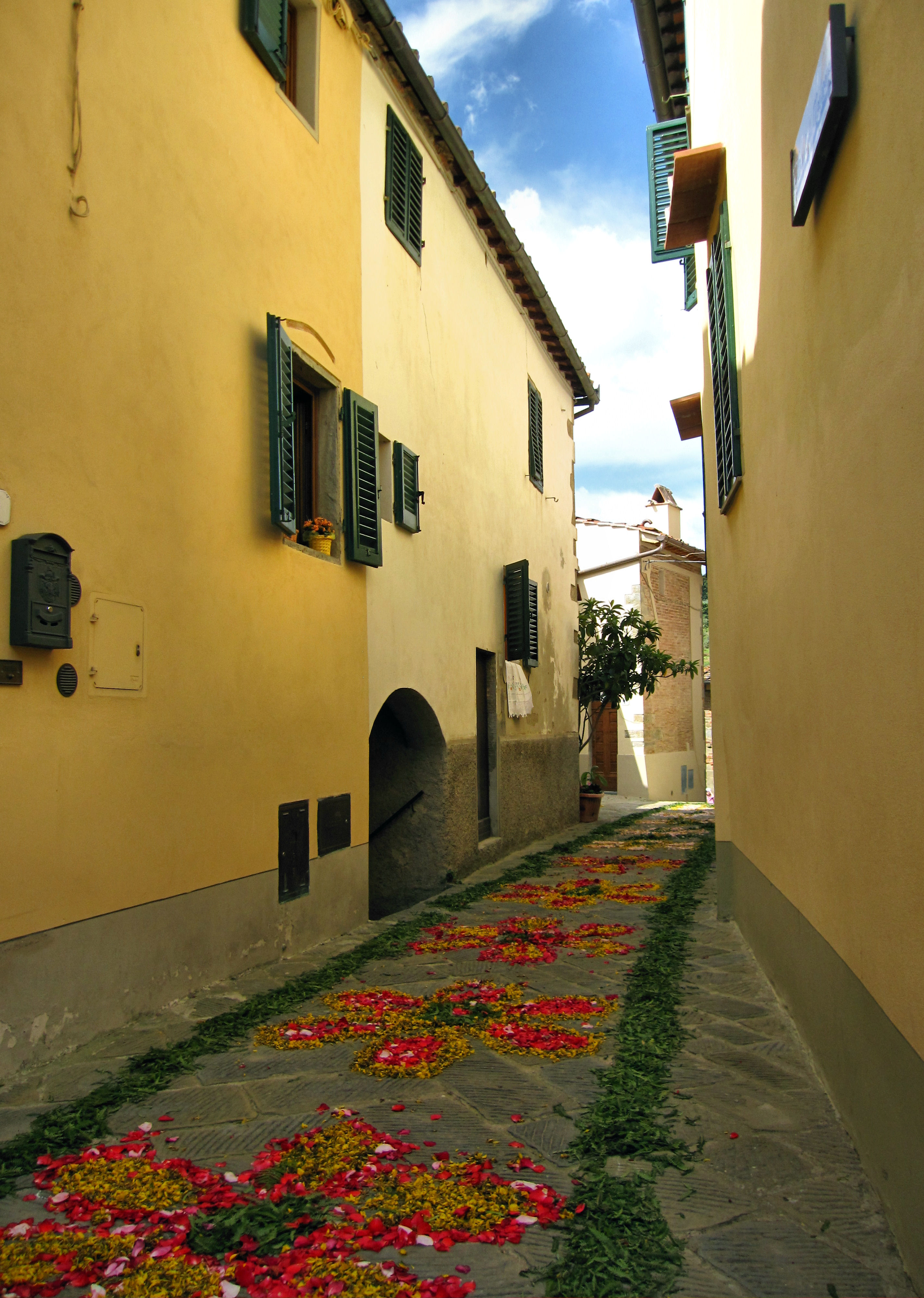
Una via del paese durante il Corpus domini
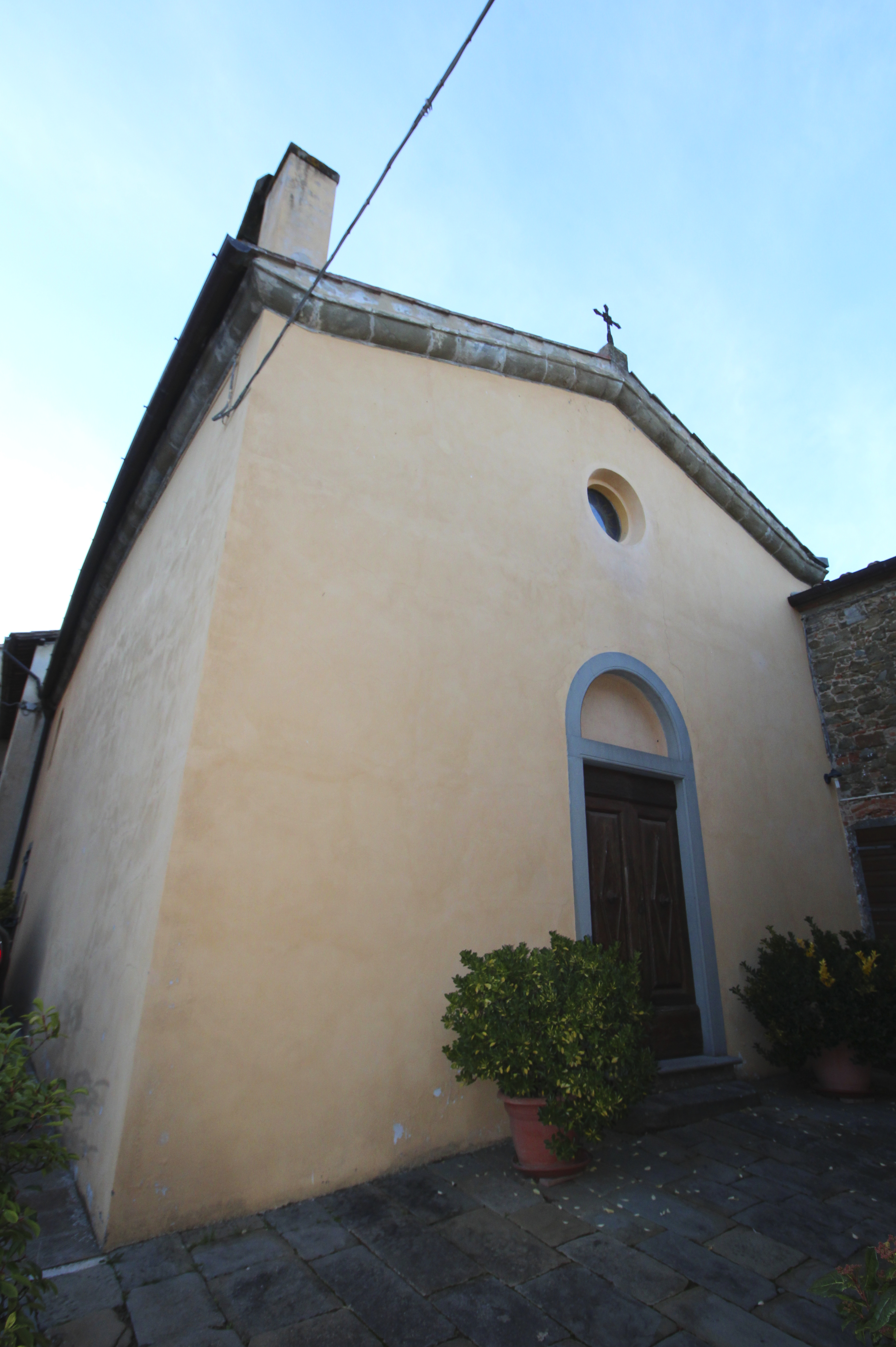
La chiesa della Compagnia della Santissima Annunziata
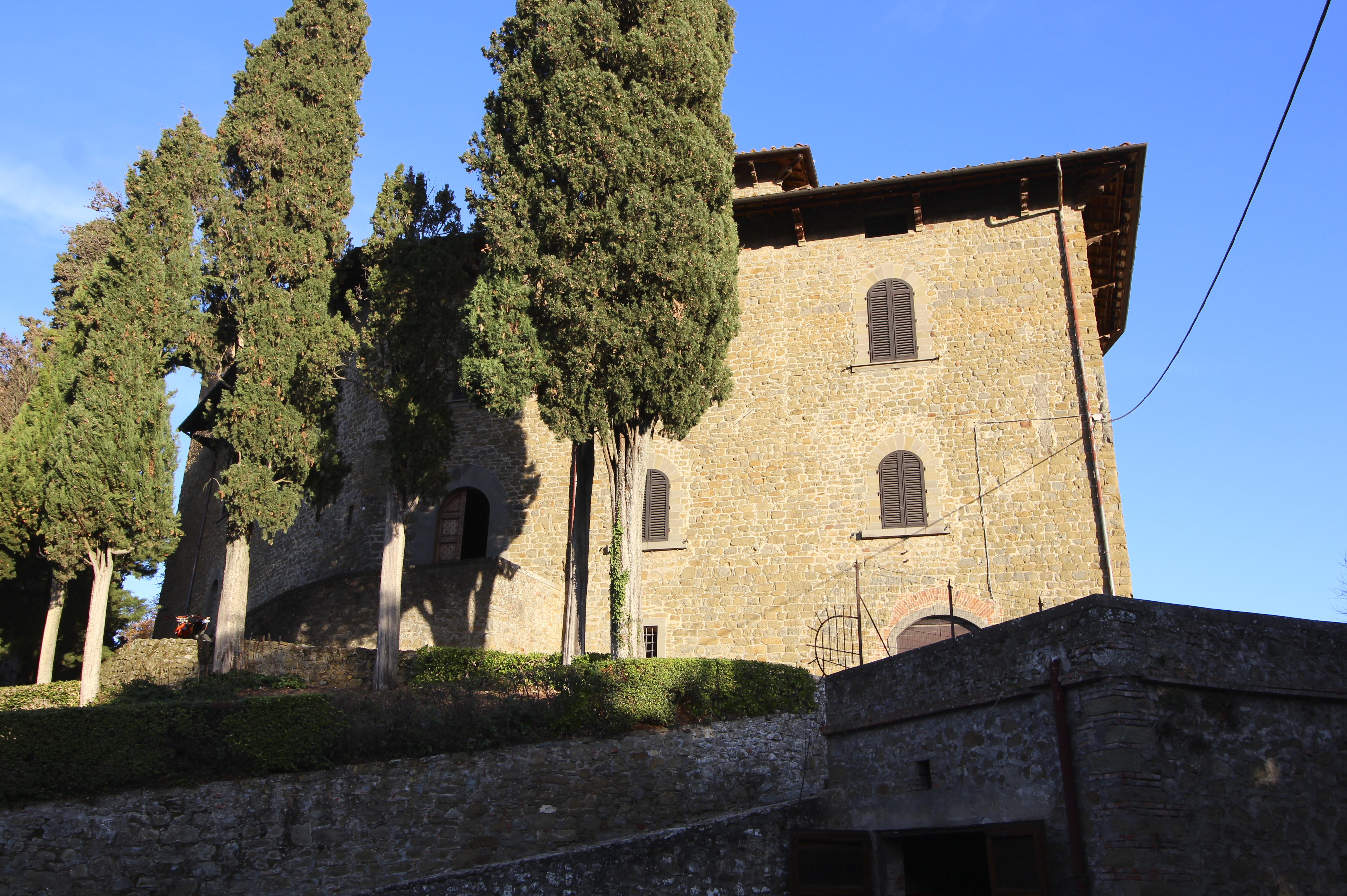
Il cassero